# Argumentum Kiadó
Az Argumentum Kiadó egy magyarországi könyvkiadó. Teljes cégneve: ARGUMENTUM Könyvkiadó, Tudományszervező és Szolgáltató Korlátolt Felelősségű Társaság. (Egyéb nevei:Argumentum; Trefort Kiadó ; Argumentum Kft.) 

## Profilja
Főleg  tudományos (irodalmi, irodalomtudományi, történelmi tárgyú) illetve szépirodalmi könyveket, tankönyveket és folyóiratokat  jelentet meg.
Számos kiadványát megemlítik  a magyar Wikipédia különböző szócikkei. 

## Székhelye
1085 Budapest, Mária u 46. 

## Története
1991. május 14-én alakult. 2019-ben is működik.

## Díjai, elismerései
- Gábor Andor-díj (1997, csoportos)